# John C. Pemberton
Pour les articles homonymes, voir Pemberton et John Pemberton (homonymie).
John Clifford Pemberton (10 août 1814 – 13 juillet 1881), est un officier dans l'US Army et général dans l'armée confédérée durant la guerre de Sécession. Il fut un général très controversé de la Confédération notamment pour sa reddition à Vicksburg, Mississippi.

## Biographie
Pemberton est né à Philadelphie en Pennsylvanie. Diplômé de l'Académie militaire de West Point en 1837, il servit dans l'artillerie et participa à la guerre américano-mexicaine.
Au début de la guerre de Sécession, Pemberton, influencé par son épouse native de Virginie et par ses nombreuses années de service dans les états du sud, démissionna de l'armée et s'engagea dans celle de la Confédération.
En mars 1862, il fut promu Général-Major et reçut le commandement du Département de Caroline du Sud et de Géorgie. Il put démontrer ses talents d'administrateur militaire pendant cette période malgré l'hostilité de la population qui doutait qu'un général originaire du nord puisse les défendre avec conviction.
Le 10 octobre 1862, Pemberton fut nommé Lieutenant-Général et reçut quelques jours plus tard le commandement du Département du Mississippi et de Louisiane orientale avec peut-être la charge la plus difficile de la Confédération : défendre Vicksburg. 
Il se mit directement au travail et obtint quelques bons résultats en empêchant Grant de s'emparer de la ville dès le début de la campagne.
Au printemps, Grant put néanmoins faire passer ses troupes plus en aval du fleuve, obtenant ainsi l'initiative stratégique.
Pemberton reçut à ce moment plusieurs ordres contradictoires qui allaient le paralyser durant toute la Campagne de Vicksburg menée par Grant. Jefferson Davis, le Président de la Confédération, lui donna l'ordre de défendre coûte que coûte Vicksburg mais en même temps il envoya le général Joseph E. Johnston à sa rescousse.
Johnston ordonna à Pemberton de réunir son armée à la sienne pour combattre Grant même si Vicksburg devait être laissée sans défense. Ces ordres contradictoires augmentèrent l'inertie de l'armée de Pemberton. Lorsqu'elle se mit en marche (tout en gardant le contact avec Vicksburg), Grant avait déjà gagné beaucoup de terrain et vaincu Johnston à Jackson. L'armée de Pemberton se heurta à celle de Grant à Champion Hill à une trentaine de kilomètres de Vicksburg et y subit une grosse défaite qui amena au siège de Vicksburg.
La ville capitula le 4 juillet 1863 après un siège de quarante-sept jours.
Pemberton devint un paria pour le Sud et fut accusé par Joseph E. Johnston d'avoir provoqué le désastre de Vicksburg en désobéissant à ses ordres.
Après sa reddition, Pemberton fut échangé comme prisonnier et reprit du service pour la Confédération mais il renonça à son grade de Lieutenant-Général et servit comme lieutenant-colonel dans l'artillerie, preuve de sa loyauté envers le Sud.
Après la guerre, Pemberton vécut dans sa ferme à Warrenton en Virginie et finalement il retourna en Pennsylvanie en 1876. Il mourut à Penllyn en 1881 et est enterré au cimetière de Laurel Hill (en) à Philadelphie.